# 埃里克·屈恩哈克尔
埃里克·屈恩哈克尔（德語：Erich Kühnhackl，1950年10月17日—），德国男子冰球运动员。他曾代表西德参加1972年、1976年和1984年冬季奥林匹克运动会冰球比赛，其中1976年冬季奥运会获得一枚铜牌。